# Витиния и Понт
Витиния и Понт (на латински: Bithynia et Pontus; на гръцки: Βιθυνία, Bithynia) е историческа област в северозападната част на Мала Азия, намираща се между Черно море, Пафлагония, Галатия и Фригия.
Нейни главни градове са Бруса, Никомедия, Никея. Намиращата се във Витиния крепост Кивотос е сред последните, завладени от селджуките през XI век. Областта е населявана през Античността от тракийското племе витини.
В 74 пр.н.е. Витиния става римска провинция след смъртта на цар Никомед IV Филопатор.
По времето на Август провинцията е народна или сенатска провинция.
В 100 г. по времето на император Траян, консул във Витиния е Плиний Млади, който в периода 111 – 113 г. (до смъртта си) е императорски легат на провинцията.
При Антонин Пий, най-късно от 159 г. Витиния и Понт става императорска провинция.
При административната реформа на император Диоклециан през 295 г. Витиния и Понт е разделена на трите провинции Витиния, Пафлагония и Диоспонт. През 384/387 г. части от нея са присъединени към новата провинция Хонория (Honorias).